# Matt Smaby
Matt Smaby, född 14 oktober 1984 i Minneapolis, är en amerikansk professionell ishockeyspelare som spelar för EHC Red Bull München i Deutsche Eishockey Liga (DEL). Han har tidigare spelat i Tampa Bay Lightning och Tampa Bay Lightning i NHL.
Smaby draftades som 41:e spelare totalt i NHL Entry Draft 2003 av Tampa Bay Lightning. Smaby hade en treårig college-karriär med University of North Dakota. Han gjorde sin professionella debut under säsongen 2006-07 då han spelade för Springfield Falcons i AHL. Smaby debuterade i National Hockey League (NHL) säsongen 2007/2008 och spelade 14 matcher med Lightning.
Smaby fick inget kvalificerat erbjudande från Tampa Bay efter säsongen 2009/2010 och blev en obegränsad free agent. Den 14 juli 2011 skrev Smaby ett ettårskontrakt med Anaheim Ducks. Den 6 juni 2013 undertecknade Smaby sitt första europeiska kontrakt genom ett ettårskontrakt med EHC München i tyska DEL.

## Spelarstatistik
| 2003–04    | U. of North Dakota  | WCHA       | 39  | 1 | 6  | 7  | 81  | — | — | — | — | —  |
| 2004–05    | U. of North Dakota  | WCHA       | 42  | 1 | 2  | 3  | 86  | — | — | — | — | —  |
| 2005–06    | U. of North Dakota  | WCHA       | 46  | 4 | 15 | 19 | 113 | — | — | — | — | —  |
| 2006–07    | Springfield Falcons | AHL        | 66  | 2 | 14 | 16 | 43  | — | — | — | — | —  |
| 2007–08    | Norfolk Admirals    | AHL        | 58  | 1 | 5  | 6  | 66  | — | — | — | — | —  |
| 2007–08    | Tampa Bay Lightning | NHL        | 14  | 0 | 0  | 0  | 12  | — | — | — | — | —  |
| 2008–09    | Norfolk Admirals    | AHL        | 25  | 2 | 4  | 6  | 30  | — | — | — | — | —  |
| 2008–09    | Tampa Bay Lightning | NHL        | 43  | 0 | 4  | 4  | 50  | — | — | — | — | —  |
| 2009–10    | Tampa Bay Lightning | NHL        | 33  | 0 | 2  | 2  | 27  | — | — | — | — | —  |
| 2009–10    | Norfolk Admirals    | AHL        | 7   | 0 | 2  | 2  | 9   | — | — | — | — | —  |
| 2010–11    | Tampa Bay Lightning | NHL        | 32  | 0 | 0  | 0  | 17  | — | — | — | — | —  |
| 2011–12    | Syracuse Crunch     | AHL        | 30  | 2 | 7  | 9  | 46  | — | — | — | — | —  |
| 2012–13    | Norfolk Admirals    | AHL        | 26  | 0 | 4  | 4  | 16  | — | — | — | — | —  |
| 2013–14    | EHC München         | DEL        | 42  | 3 | 13 | 16 | 64  | 3 | 0 | 0 | 0 | 10 |
| NHL totalt | NHL totalt          | NHL totalt | 122 | 0 | 6  | 6  | 106 | — | — | — | — | —  |